# 스티븐 호

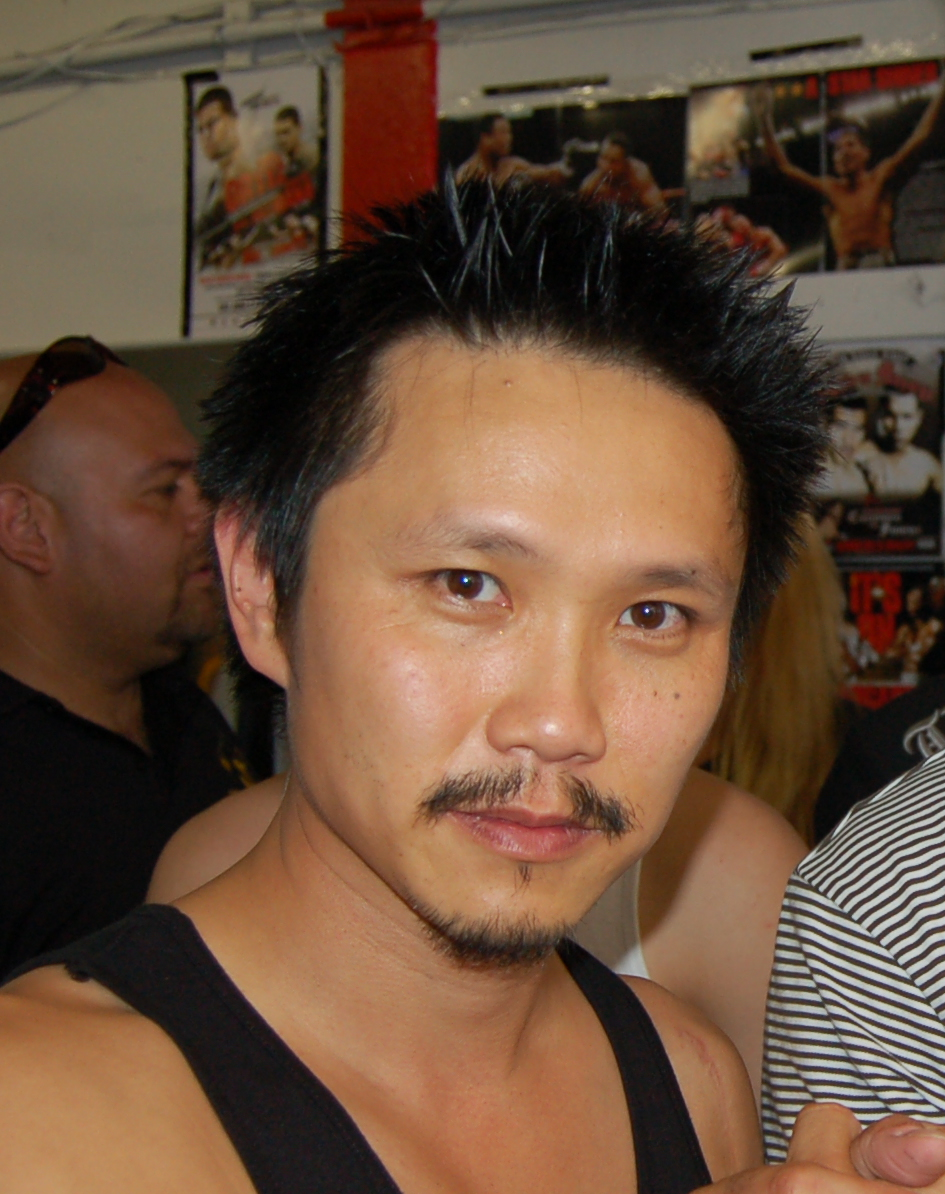

스티븐 호(Steven Ho, 1973년 3월 9일 ~ )는 미국의 배우, 영화 감독, 스턴트 배우이다.
반둥에서 태어났다.

## 출연 작품
- 아트 오브 워 3 - 복수 (2009년)
- 마스터 오브 디즈가이즈 (2002년)
- 사운드맨 (1998년)
- 모탈 컴뱃 2 (1997년)
- 모탈 컴뱃 (1995년)
- 데들리 벳 (1992년)
- 악동이여 영원하라 (1991, Rock 'n' Roll High School Forever)